# Bad Taste
Bad Taste er en kultfilm lavet i New Zealand af Ringenes Herre-instruktøren Peter Jackson. Det er hans første film. 

## Handling
Filmen handler om at nogle rumvæsner er taget til Jorden for at fange mennesker, til en fast-foodkæde. En gruppe unge fyre tager kampen op mod rumvæsnerne. 

## Produktionsnoter
Filmen blev optaget i og omkring Peter Jacksons hjemby Pukerua Bay, nord for Wellington, New Zealand. Den skulle rigtig have været en kortfilm, men blev senere til en spillefilm, der blev optaget på fire år. Peter Jackson lavede alle masker, makeup- og splattereffekter selv. Han lavede maskerne til rumvæsnerne i sin mors ovn, så familien måtte stege pølser i noget tid. Filmen blev mere kendt efter en screening ved Cannes Film Festival i Frankrig

## Medvirkende
- Terry Potter – Ozzy/3rd Class Alien
- Pete O'Herne – Barry/3rd Class Alien
- Craig Smith – Giles/3rd Class Alien
- Mike Minett – Frank/3rd Class Alien
- Peter Jackson – Derek/Robert
- Doug Wren – Lord Crumb
- Dean Lawrie – Lord Crumb SPFX Double/3rd Class Alien
- Peter Vere-Jones – Lord Crumbs stemme